# Autigny (Francia)
Autigny è un comune francese di 276 abitanti situato nel dipartimento della Senna Marittima nella regione della Normandia.

## Società

### Evoluzione demografica
Abitanti censiti